# Marquinho Viana
Marcos Aguiar Viana  (Barra da Estiva, 23 de setembro de 1968), mais conhecido como  Marquinho Viana , é um empresário, cafeicultor e político brasileiro. Atualmente exerce seu mandato de deputado estadual pelo estado da Bahia desde 28 de dezembro de 2012 e foi vereador da cidade de Barra da Estiva de 1997 até 28 de dezembro de 2012, quando assumiu o mandato como suplente.

## Bilbiografia
1. https://especiais-gazetadopovo-com-br.cdn.ampproject.org/v/s/especiais.gazetadopovo.com.br/eleicoes/2018/candidatos/ba/deputado-estadual/marquinho-viana-40888?amp_js_v=a3&amp_gsa=1&amp=true&usqp=mq331AQFKAGwASA%3D#aoh=15945728323916&amp_ct=1594572918169&referrer=https%3A%2F%2Fwww.google.com&amp_tf=Fonte%3A%20%251%24s&ampshare=https%3A%2F%2Fespeciais.gazetadopovo.com.br%2Feleicoes%2F2018%2Fcandidatos%2Fba%2Fdeputado-estadual%2Fmarquinho-viana-40888
2. https://www.al.ba.gov.br/deputados/deputado-legislatura-atual/919329